# Manifest (album, Martin Chodúr)
Manifest je druhé autorské studiové album českého zpěváka, skladatele a multiinstrumentalisty Martina Chodúra. Bylo vydané v prosinci 2012 v distribuci Radioservis, a.s. Na tomto albu zpěvák poprvé spolupracoval se svoji doprovodnou skupinou MACH 5 ve složení Vlastimil Šmída, Patrik Benek, Jan Kyjovský, Marián Friedl a Marcela Božíková. Album s českými písněmi bylo nahráno ve studiu PatBen v Kravařích v průběhu let 2011-2012.

## Obal alba
Ilustrovaný úvodní obal alba (koláž) je dílem brněnské umělkyně Mgr. Zlaty Kalusové. Fotografie v bookletu nafotili fotografové Mgr. Jiří Klein a Jiří Krušina. Booklet obsahuje kromě fotografií také úvodní slovo, texty jednotlivých autorských písní a seznam spolupracujících hudebníků a členů sboru.

## Hudební recenze
Lukáš Nevola v recenzi pro muzikus.cz poukazuje na správné rozhodnutí umělce vymanit se z rukou vydavatelství a vzít věci do svých rukou. Podle něho je album řemeslně důkladné a stylově šité na míru zpěvákova projevu. Tomáš Parkan ve své recenzi pro musicserves.cz rovněž podotýká, že album ve zpěvákově režii se na výsledku velmi pozitivně podepsalo a zpěvák je s nahrávkou spjatý. Nebojí se kombinace šansonu a jazzu, latino rytmů s příchutí tex-mex a nechybí ani bossa nova. Uvádí, že Manifest je pestrá směsice stylů, rytmů i nálad, k čemuž přispívají i vlastní texty. Také Pavel Víšek v recenzi pro rockandpop.cz zdůrazňuje pestrou náplň alba a dotažený a neošizený "velkokapelový" střední proud.

## Seznam skladeb
Autorem všech skladeb je Martin Chodúr. 
1. Nedáváš mi lásko vůbec nic
2. Hvězdný prach
3. Kytice z kálií
4. Moskva je v plamenech
5. Srdce na kolotoči
6. Je to dávno pryč
7. Poznávám
8. Napořád
9. Tanči dál
10. Stín
11. Poslední
12. Ve vlnách

## Výroba alba
- Vlastimil Šmída - piano, synth, produkce, režie, aranže
- Marian Friedl - kontrabas
- Jan Kyjovský - kytary
- Martin Chodúr - zpěv, kytary
- Patrik Benek - bicí, perkuse, produkce, zvuk
- Oliver Bartusek - perkuse
- Jakub Černohorský - housle
- Roman Mužík - housle
- Helena Friedlová - viola
- Marek Šumník - viola
- Tomáš Svozil - violoncello
- Ondrej Jurasi - trumpeta
- Václav Grigor - trumpeta
- Mojmír Blaštík - trumpeta
- Lubomír Konečný - trombon
- Jakub Smeja - trombon
- Zbigniew Kaleta - alt sax, tenor sax, klarinet
- Marcela Božíková - alt sax, tenor sax, flétna, sbor
- Jaromír Sokol - baryton sax
- Kateřina Nováková - hoboj
- Lenka Šmídová - sbor
- Anna Sokolová - sbor
- Bohumila Mizerová - sbor
- Marie Šubová - sbor
- Josef Šmída - sbor
- Nikola Dus - sbor
- Ivo Morys - sbor
- Jan Jakubík - sbor
- Martin Jakubík - sbor
- Mário Šeparovič - sbor
- Petr Vavřík - Mastering
- Marta Oškerová - Grafika
- Zlata Kalusová - Kresby